# Livingstone (téléfilm)
Pour les articles homonymes, voir Livingstone (homonymie).
Pour plus de détails, voir Fiche technique et Distribution.
Livingstone est un téléfilm français réalisé en 1981 par Jean Chapot.

## Synopsis
Livingstone est le surnom qu'un bande de gamins a donné à un brocanteur d'une cinquantaine d'années qui vit en lisière de leur village. Il les tient sous le charme de son talent de conteur, en leur parlant de l'Afrique, de sa mystérieuse forêt vierge, de ses animaux fabuleux et de ses tribus étranges. Mais un jour, Livingstone est accusé d'avoir agressé pour le voler un commerçant voisin : tandis que le monde des adultes se réjouit de voir évincé ce marginal, les enfants eux refusent de voir déboulonner leur idole. Malins, rusés, ils se faufileront partout pour faire leur contre-enquête et ils réussiront, bien sûr, à démasquer le vrai coupable.

## Fiche technique
- Date de sortie : 3 novembre 1981 France
- Réalisateur :Jean Chapot, assisté de Bruno François-Boucher
- Scénariste : Jean Chapot - Nelly Kaplan
- Directeur photo : Michel Carré
- Durée : 1h30

## Distribution
- Georges Moustaki : Livingstone
- Paul Le Person : Naubec
- André Rouyer : Le maire
- Pierre Rousseau : Le vétérinaire
- François Rocquelin : Toine
- Sylvie Granotier : Claire
- Jean Lescot : L'adjudant
- Franck-Olivier Bonnet : Polite
- Émilie Demay : Léa
- Nicolas Papineau : Rico
- Léna Fréchet : Marie